# Paramythiá (Grèce)
Ne doit pas être confondu avec Paramythia.
Pour l'oiseau, voir Paramythie huppée
Paramythiá (grec moderne : Παραμυθιά) est une ville et une ancienne municipalité de Grèce. La ville est située en Thesprotie, un nome d'Épire.

## Histoire
Lors de l'occupation de la Grèce pendant la Seconde Guerre mondiale, en septembre 1943, 201 habitants de la ville et des environs sont assassinés par les allemands assistés de miliciens albanais (exécutions de Paramythia (en)).